# Aleksander Majkowski

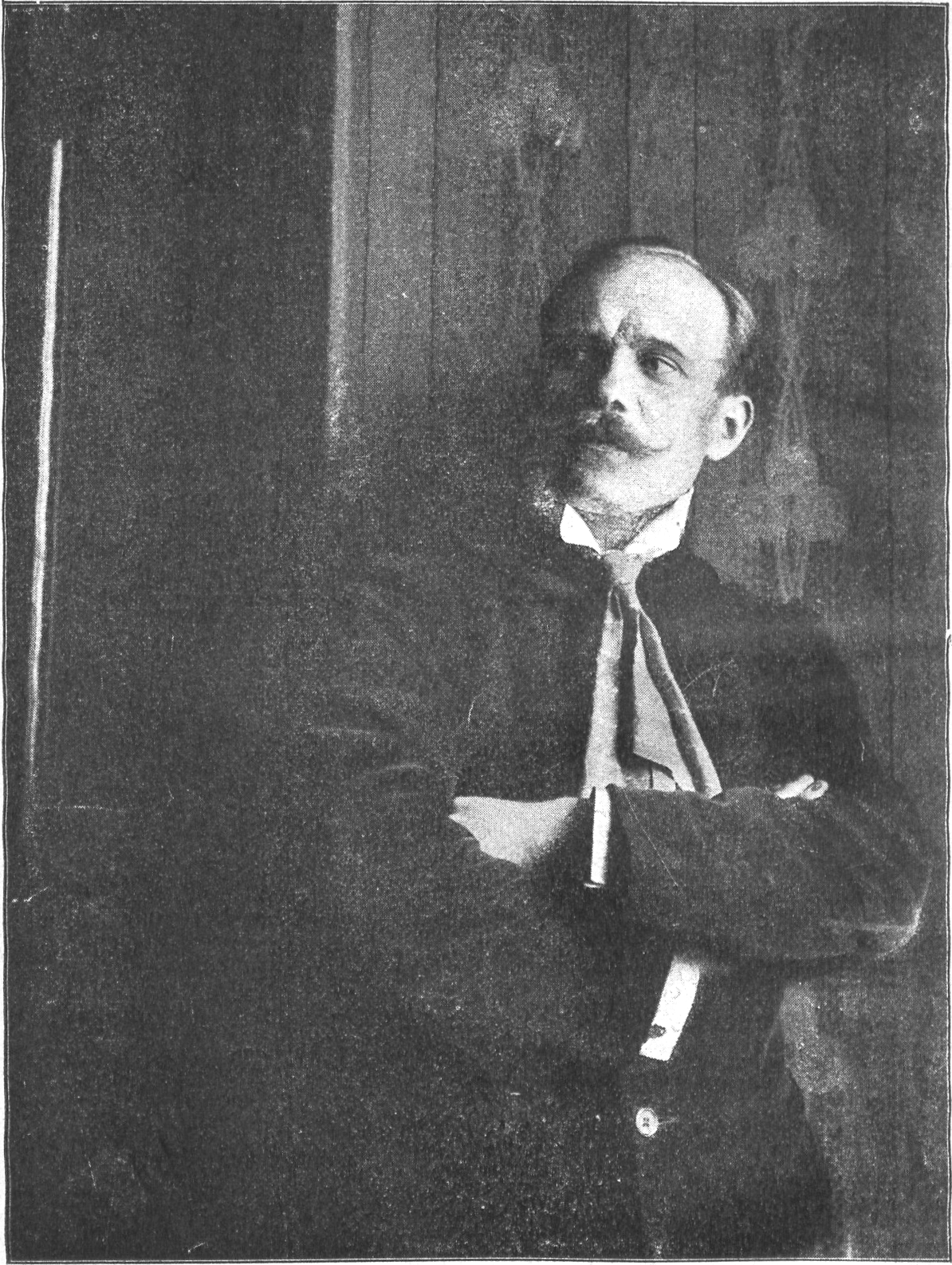
Aleksander Majkowski

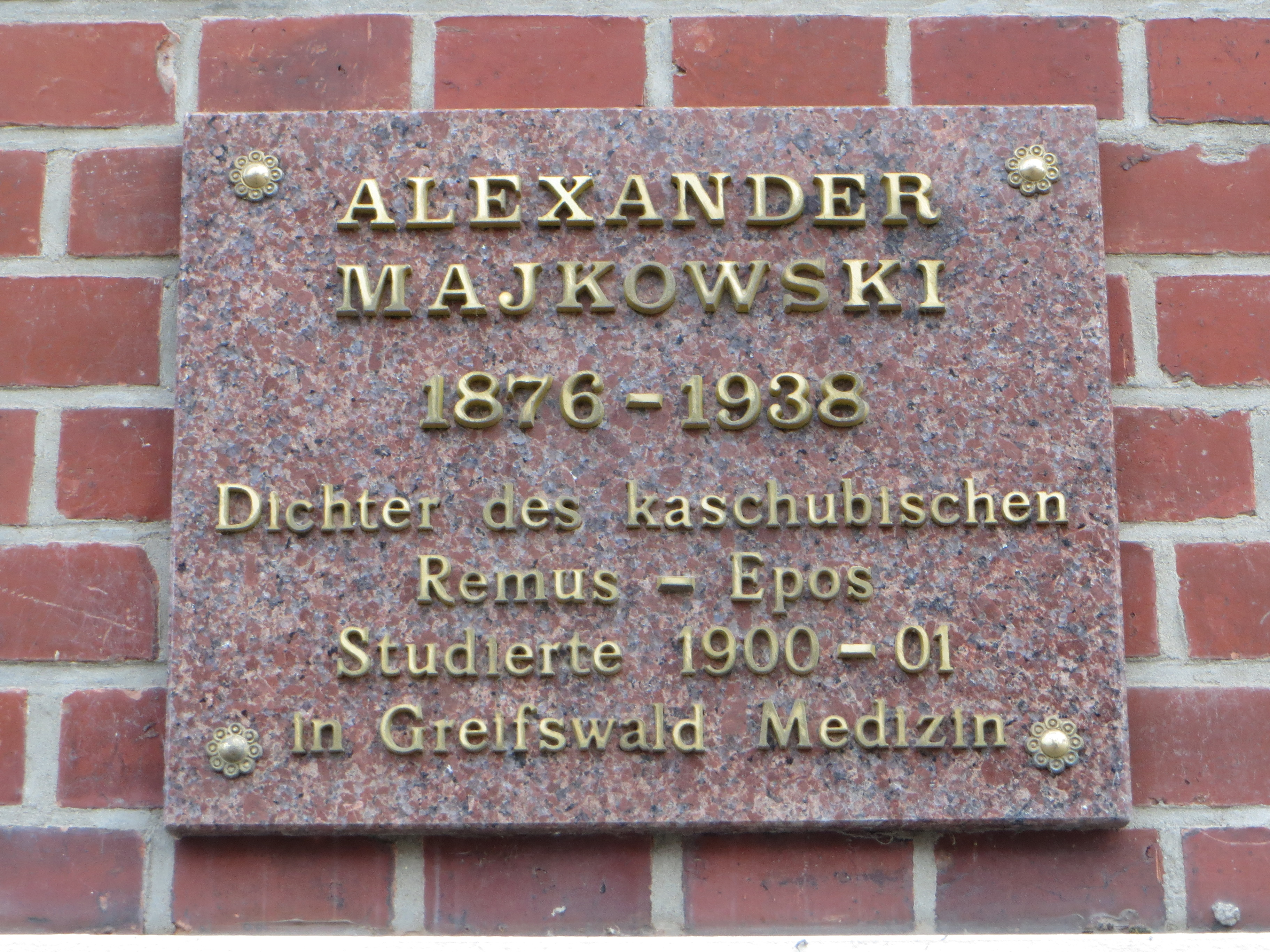
Erinnerungstafel für Majkowski in Greifswald

Aleksander Majkowski (kaschubisch: Aleksander Majkòwsczi, * 17. Juli 1876 in Berent; † 10. Februar 1938 in Gdingen) war ein kaschubischer und polnischer Autor.
Majkowski machte sein Abitur 1895 in Konitz. Zwei Jahre später begann er ein Studium der Medizin in Berlin. Majkowski verbrachte drei Jahre in Berlin, in denen er vermutlich die Bekanntschaft von Stanisław Przybyszewski machte (Belege sind nicht vorhanden). Majkowski setzte sein Studium in Greifswald fort, von wo er im Jahre 1901 wegen polnisch-patriotischer Tätigkeit verwiesen wurde. Er zog nach München, wo er 1903 sein Studium beendete. 1904 verteidigte er hier seine Doktorarbeit. Bereits zu seiner Berliner Studienzeit begann Majkowski, in kaschubischer Sprache zu schreiben. Als er 1905 im Danziger St. Marienkrankenhaus (pl. Szpital Najświętszej Marii Panny) als Assistent zum praktischen Teil seiner Ausbildung gelangte, begann er gleichzeitig in der Gazeta Gdańska die Redaktion der Beilage Drużba, die in kaschubischer Sprache erschien.
1905 kehrte er in seinen Geburtsort Kościerzyna zurück, wo er als praktizierender Arzt ansässig wurde. Er gab hier den kaschubischen Gryf (Greif) heraus und begründete im Jahre 1909 die Volksbüchereiengesellschaft (Towarzystwo Czytelni Ludowych). In dieser Phase entstand unter bedeutender Mitwirkung Majkowskis die Jungkaschubische Bewegung (Towarzystwo Młodokaszubów), eine politische Vereinigung, die das Kaschubentum bewahrt und gefördert sehen wollte.

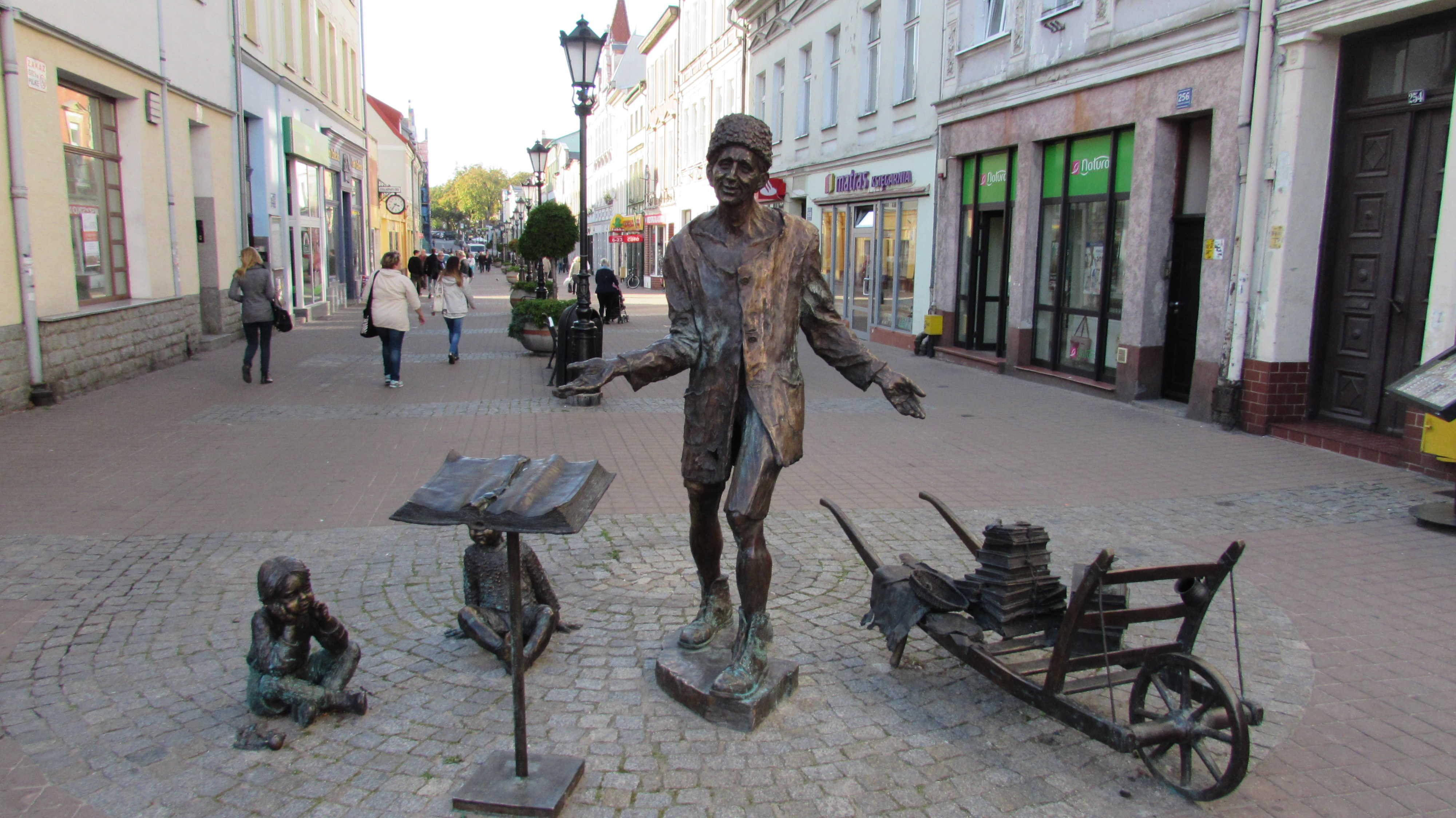
Remus-Skulptur in Wejherowo

1911 zog er nach Zoppot, wo er als Arzt bis zum Ausbruch des Ersten Weltkrieges tätig war. Im Krieg musste er im deutschen Heer als Militärarzt an verschiedenen Orten Europas dienen. Nach dem Krieg kehrte er 1918 nach Zoppot zurück, wo er ab 1919 den Dziennik Gdański redigierte. 1921 heiratete er und zog nach Kartuzy. 1921 bis 1923 und dann nochmals 1925 war er Redakteur des Pomorzanin und des Gryf. In dieser Zeit begann er die Arbeit an seinem Hauptwerk, dem Żëcé i przigodë Remusa (dt. Das abenteuerliche Leben des Remus), das in Fragmenten zu seinen Lebzeiten in den Zeitschriften Pomorzanin und Gryf erschien. Erst nach Majkowskis Tod im Jahr 1938 erschien eine komplette Ausgabe dieser kaschubischen Epopoe.

## Werke (Auswahl)
- Jak w Koscérznie koscelnégo obrelë, abo pięc kawalerów a jednô jedynô brutka. W osem spiewach, Danzig 1899.
- Żëcé i przigodë Remusa, Danzig 1939 (1995); (dt. Das abenteuerliche Leben des Remus: ein kaschubischer Spiegel, Köln 1988, ISBN 3-412-05288-4)
- Pamiętnik z wojny europejskiej roku 1914 (Tadeusz Linkner), Wejherowo : Muzeum Piśmiennictwa i Muzyki Kaszubsko-Pomorskiej w Wejherowie ; Pelplin : Wydawn. Diecezji Pelplińskiej "Bernardinum", 2000
- Historia Kaszubów, Gdynia 1938 (1991) (pl.)